# Xote
Xote, xótis, chótis é um ritmo musical brasileiro, derivado da chotiça (em alemão: scottische), ritmo binário ou quaternário e uma dança de salão de origem centro-europeia. É um ritmo/dança muito executado no forró. De origem alemã, a palavra "xote" é corruptela de schottische, uma palavra alemã que significa "escocesa", em referência à polca escocesa, tal como conhecida pelos alemães. Conhecido atualmente em Portugal como "chotiça", o Schottische foi introduzido no Brasil pelo Rio de Janeiro, por José Maria Toussaint, em 1851 e tornou-se apreciado como dança da elite no período do Segundo Reinado. Daí, quando os escravos negros aprenderam alguns passos da dança e acrescentaram sua maneira peculiar de bailado, o Schottische caiu no gosto popular com o nome de "xótis" ou simplesmente "xote".[carece de fontes?]
É uma dança muito versátil e pode ser encontrada com variações rítmicas, desde o extremo sul do Brasil (o xote gaúcho) até o nordeste do país, nos forrós nordestinos. Diversos outros ritmos possuem uma marcação semelhante, podendo ser usados para dançar o xote, que tem incorporado também diversos passos de dança e elementos da música latino-americana, como, por exemplo, alguns passos de salsa, de rumba e mambo. Hoje em dia, o xote é um dos ritmos mais tocados.[carece de fontes?]

## Origem
A polca escocesa ou simplesmente escocesa (scottische), ficou conhecida em Portugal como chotiça (termo adaptado a língua portuguesa). Foi introduzida no Rio de Janeiro no ano de 1851, pelo português José Maria Toussaint, logo ficando conhecida como Xote. Foi uma dança e ritmo bastante apreciado pela elite, mas logo caiu aos gostos das camadas mais humildes da população brasileira, adquirindo características próprias ao se juntar com outros ritmos, como o lundu. Na Região Nordeste, o xote foi popularizado por Luiz Gonzaga, a partir do contato que o cantor teve durante sua passagem pelo Rio de Janeiro, logo introduzindo o ritmo às festas de forró. Na Região Sul, o xote chega a partir da imigração europeia, tanto por portugueses quanto alemães.

## Estilos da dança
Alguns estilos de xote:
- Xote-carreirinho: estilo comum no  Paraná e Rio Grande do Sul, com coreografia próxima à da polca dançada pelos colonos alemães no Brasil, e tradicionalmente tocado com gaitas.
- Xote-duas-damas: variante de xote, dançado do Rio Grande do Sul, na qual o cavalheiro dança acompanhado de duas damas.
- Xote-bragantino: estilo popular no Pará, sua coreografia difere bastante da original.

### Xote-bragantino
No Pará, a dança foi trazida pelos portugueses, que a cultivavam assiduamente em todas as reuniões festivas. De longe, os escravos assistiam aos movimentos e os guardavam na memória. Em 1798, quando, em Bragança, os escravos fundaram a Irmandade de São Benedito (a Marujada), o xote foi magnificamente aproveitado pelos escravos, tornando-se a mais representativa dança do povo bragantino. Nas festas populares, o xote é executado inúmeras vezes.
Os movimentos coreográficos do xote primitivo praticamente já não existem em Bragança. Nessa cidade, o povo fez belas adaptações, criando detalhes de impressionante efeito visual, que sempre despertam grande entusiasmo em todas as pessoas que assistem e se empolgam com a graciosa desenvoltura das dançarinas. Utilizando os mesmos instrumentos típicos das demais danças folclóricas paraenses, o xote tem, obrigatoriamente, solos de violino (rabeca) e o canto, puxado por um dos integrantes do conjunto musical. Tanto as damas quanto os cavalheiros apresentam-se com trajes festivos, já bastante modernizados, o que comprova que o xote atual está muito longe da sua forma primitiva.
Algumas músicas consideradas xote:
- Eu só quero um xodó (Dominguinhos e Anastácia)
- Xote das meninas (Luiz Gonzaga e Zé Dantas)
- Espumas ao vento (Raimundo Fagner)
- Bate Coração (Elba Ramalho)
- Regresso (Elba Ramalho)
- Nosso xote (Bicho de Pé)
- Xote da alegria (Falamansa)
- Xote dos milagres (Falamansa)
- Colo de menina (Rastapé)
- Beijo roubado (Rastapé)
- Xote laranjeira (Domínio Popular)
- Querência amada (Teixeirinha)
- Panelha velha (Moraezinho)
- Baile na serra (Os Bertussi)
- Outro baile na serra (Porca Veia)
- Xote no sul (Mário Barbará)
- Xote de Copacabana (Jackson do Pandeiro)